# Connecticut (fleuve)
Pour les articles homonymes, voir Connecticut (homonymie).
 (décembre 2021).
Si vous disposez d'ouvrages ou d'articles de référence ou si vous connaissez des sites web de qualité traitant du thème abordé ici, merci de compléter l'article en donnant les références utiles à sa vérifiabilité et en les liant à la section « Notes et références ».
Le Connecticut (en anglais : Connecticut River) est le plus long fleuve de la Nouvelle-Angleterre, dans le Nord-Est des États-Unis.
Il est tributaire des quatre lacs Connecticut situés à la frontière du Québec au nord du New Hampshire. Il s'écoule en direction du sud, servant de frontière entre les États du New Hampshire et du Vermont. Il traverse ensuite le Massachusetts où il arrose la ville de Springfield, puis l'État du Connecticut où il arrose celle de Hartford pour se jeter dans l'océan Atlantique dans le Long Island Sound à hauteur de la ville de Old Saybrook après un parcours de 655 kilomètres.

## Géographie
Le bassin versant s'étend sur 29 100 km2[réf. nécessaire] et le débit à l'embouchure est en moyenne de 560 m3/s[réf. nécessaire]. Le courant de marée remonte jusqu'à 100 km de l'embouchure.

## Hydrologie
Le fleuve charrie une quantité importante de limon, en particulier lors de la fonte des neiges au printemps. La concentration de limon à l'embouchure de la rivière forme des bancs de sable qui constituent un obstacle à la navigation. Cette difficulté de navigation est la raison pour laquelle aucune ville importante n'a été édifiée à son embouchure. Son estuaire est répertorié comme l'un des 1 759 zones humides d'importance internationale par la convention de Ramsar sur les zones humides. Le Connecticut est également classé dans l'American Heritage Rivers par l'Agence de protection de l'environnement des États-Unis
La Swift River, affluent de la Chicopee River, a été endiguée pour former le réservoir de Quabbin de 100 km2 principale source en eau de l'agglomération de Boston.

### Affluents
Les principaux affluents sont :
- Ashuelot, 103 km
- West (en), 86 km
- Millers (en), 83 km
- Deerfield, 122 km
- White River, 96 km
- Westfield, 125 km
- Farmington, 75 km
- Black River, 65 km
- Chicopee (en), 29 km

## Histoire

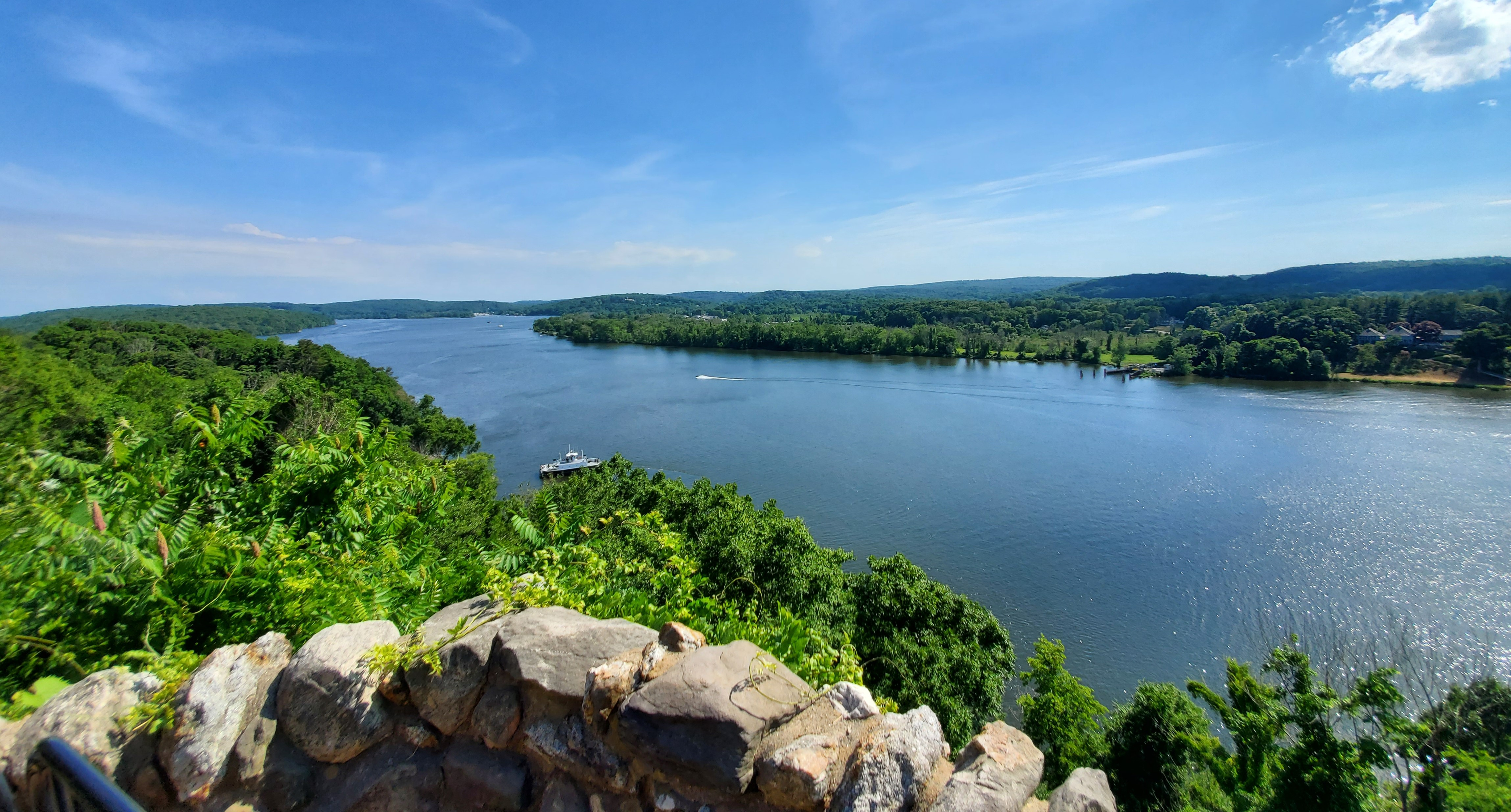
Connecticut River vu du Château de Gillette, Lyme (Connecticut)

L'origine sémantique du nom du fleuve est due à la déformation française du mot algonquien « quinetucket ».
Le fleuve fut reconnu officiellement en 1609 par l'explorateur anglais Henry Hudson alors qu'il cherchait un passage vers l'Asie pour le compte de la Compagnie néerlandaise des Indes orientales[réf. nécessaire]. À la suite de l'octroi des territoires par les États généraux (Provinces-Unies) via lettres et patentes à la Compagnie néerlandaise des Indes occidentales en 1624, s'établirent aux abords du « fleuve Frais » (« Versche Rivier » en néerlandais de l'époque) une poignée de colons engagés par la compagnie pour assurer la possession des terres. La troupe fut rapatriée l'année suivante à la Nouvelle-Amsterdam, sur l'île de Manhattan pour consolider l'entreprise de colonisation. À l'époque, ce fleuve était officieusement considéré comme la frontière entre la Nouvelle-Angleterre et la Nouvelle-Néerlande.
Grâce à l'immigration nombreuse des puritains anglais en Nouvelle-Angleterre, la couronne anglaise sous Charles II put effectivement asseoir son contrôle sur la région et la colonie du Connecticut fut créée alors que le territoire faisait toujours officieusement partie de la colonie néerlandaise.